# UFC 240
UFC 240: Holloway vs. Edgar var en MMA-gala som arrangerades av UFC och ägde rum 27 juli 2019 i Edmonton, Alberta, Kanada.

## Bakgrund
Huvudmatchen var en titelmatch i fjädervikt mellan regerande mästaren Max Holloway, och före detta lättviktsmästaren Frankie Edgar. Två gånger tidigare har de två varit tänkt att mötas, vid UFC 218 och UFC 222, men båda gångerna har matchen tvingats strykas på grund av att de två kombattanterna skadat sig varsin gång.

## Skador/Ändringar
En match i damernas flugvikt mellan Lauren Murphy och Mara Romero Borella skulle gått av stapeln, men den 20 juli valde UFC att senarelägga matchen en vecka och lägga den på UFC on ESPN 5-kortet.
En match i bantamvikt mellan Tanner Boser och Giacomo Lemos tvingades strykas från det tidiga underkortet då Lemos testades positivt för doping alltför nära galan för att UFC skulle hinna hitta en ersättare åt Boser.

## Resultat
1. ↑  Fjäderviktstitelmatch
2. ↑   Performance of the Night
3. ↑   Performance of the Night
4. ↑   Fight of the Night

## Bonusar
Följande MMA-utövare fick bonusar om 50 000 USD:
- Fight of the Night: Deiveson Figueiredo vs.  Alexandre Pantoja
- Performance of the Night: Hakeem Dawodu och Geoff Neal